# Carnegie Building (Pittsburgh)
El Carnegie Building, también conocido como Carnegie Steel Building, era un edificio de gran altura en Pittsburgh, Pensilvania (Estados Unidos). Fue demolido en 1952.

## Historia
La estructura comenzó a construirse en 1893 y se completó en 1895 como la más alta de la ciudad en ese momento. Fue el primer rascacielos con estructura de acero en Pittsburgh una vez finalizado. El edificio sirvió como la sede mundial de Carnegie Steel Company, una empresa productora de acero de finales del siglo XIX creada por el industrial y filántropo Andrew Carnegie para gestionar las acerías de la ciudad, y más tarde para convertirse en US Steel. El edificio era un hito en el centro de Pittsburgh y estaba ubicado en 428-438 Fifth Avenue. Fue demolido en 1952 para una expansión de la tienda insignia de Kaufmann.

## Altura y diseño
El Carnegie Building fue un ejemplo temprano de la arquitectura de la escuela de Chicago en Pittsburgh, y fue diseñado por el estudio de arquitectura Longfellow, Alden & Harlow. Se elevó 13 pisos de altura y fue el primer rascacielos con estructura de acero en Pittsburgh y uno de los primeros edificios con estructura de jaula de acero del mundo.